# Joseph Haecke
Joseph Haecke (* 1801 oder 1802 in Mülheim am Rhein, Herzogtum Berg; † nach 1856) war ein deutscher Landschaftsmaler der Düsseldorfer Schule.

## Leben

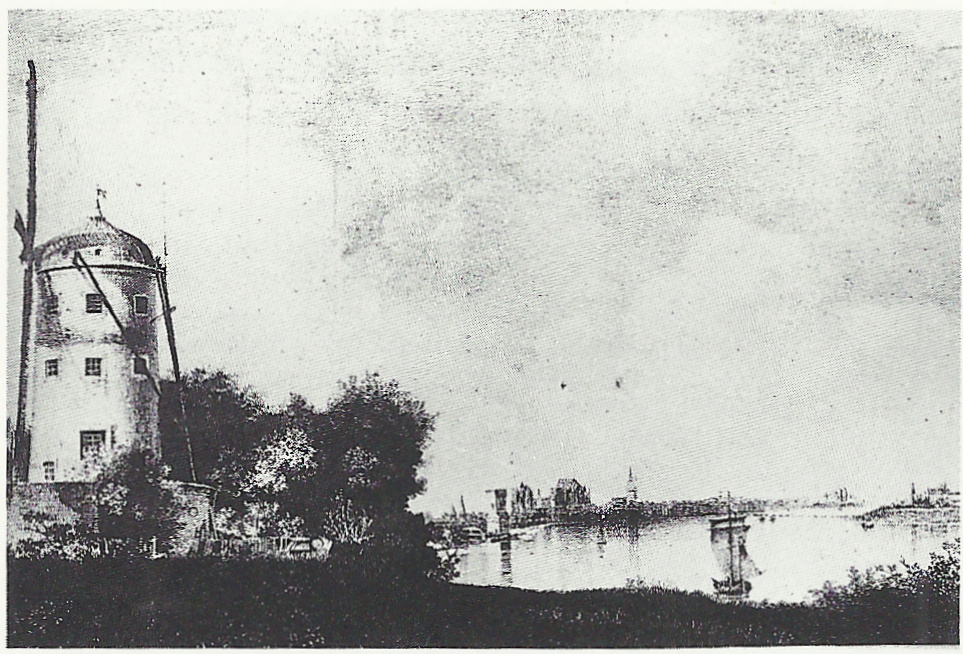
Ansicht der Alteburger Mühle mit Fernblick auf den im Weiterbau befindlichen Kölner Dom, Lithografie um 1840

Haecke schrieb sich am 1. Mai 1822 als 21-Jähriger an der Königlichen Akademie der Bildenden Künste München für ein Studium im Kunstfach Historienmalerei ein. Von 1833 bis 1839 besuchte er die Kunstakademie Düsseldorf. Dort war er Schüler der Landschafterklasse von Johann Wilhelm Schirmer. Haecke blieb in Düsseldorf ansässig und gehörte dort als Gründungsmitglied dem Künstlerverein Malkasten an. Er beschickte Berliner Akademieausstellungen mit landschaftlichen und architektonischen Motiven aus der Rhein- und Lahngegend (1836, 1839, 1840, 1844, 1846, 1856). Außerdem beteiligte er sich an Ausstellungen von Kunstvereinen, etwa in Leipzig und Lübeck.